# Alexander Mojžiš
Alexander Mojžiš (* 2. ledna 1999) je slovenský profesionální fotbalista, který hraje na pozici levého obránce za klub MFK Ružomberok.

## Klubová kariéra

### Železiarne Podbrezová
Mojžiš debutoval ve Fortuna Lize za Železiarne Podbrezová proti ViOn Zlaté Moravce 19. května 2018 při domácí výhře 1:0. Odehrál celý zápas.

## Reprezentační kariéra
Mojžiš byl poprvé nominován do slovenské seniorské reprezentace 16. března 2022 Štefanem Tarkovičem jako náhradník před dvěma mezinárodními přátelskými zápasy proti Norsku a Finsku a nominaci zopakoval před čtyřmi plánovanými zápasy Ligy národů UEFA v červnu. Poté, co byl Tarkovič odvolán, byl Mojžiš poprvé nominován Francescem Calzonou, který se k týmu připojil koncem léta, do tréninkového kempu nadějných hráčů seniorského národního týmu v NTC Senec.